# General Tinio
General Tinio (Bayan ng General Tinio - Municipality of Gen. Tinio), antaño conocido como Papaya, es un municipio filipino de primera categoría, situado en la parte central de la isla de Luzón. Forma parte del Cuarto Distrito Electoral de la provincia de Nueva Écija situada en la Región Administrativa de Luzón Central, también denominada Región III.

## Geografía
Municipio situado en el extremo suroriental de la provincia, al pie de Sierra Madre en los confines con las provincias de Aurora y de Bulacán, junto a la Zona MIlitar de Fort Magsaysay.
Linda al norte con los municipios de Santa Rosa, Laur y Gabaldón; al sur con el de Doña Remedios Trinidad en Bulacán; al este con el de Dingalán en Aurora; y al oeste con Peñaranda y Gapán.

### Barangays
El municipio  de General Tinio   se divide, a los efectos administrativos, en 13 barangayes o barrios, conforme a la siguiente relación:
| - Bago - Concepción - Nazareth - Padolina | - Palale. - Pías - Población Central | - Población del Este - Población del Oeste - Pulong Matong | - Río Chico - Sampaguita - San Pedro |  |

## Historia

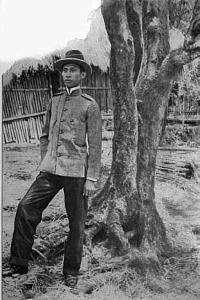
General Manuel Tinio.

Según el relato transmitido de una generación en generación el nombre del municipio tiene su origen en la falta de comprensión entre  nativos y colonizadores españoles.
Un soldado español pregunta por el nombre del lugar recibiendo por respuesta el nombre del árbol de fruta abundante en el lugar: la papaya.
Al principio Papaya pertenecía al municipio de Gapán como sitio del barrio de Mapisong, hoy municipio de Peñaranda de Nueva Écija.

"...PAPAYA: visita del pueblo de Gapan, en la isla de Luzon, prov. de Nueva Ecija, arzob. de Manila: sit. en los 124° 47' long. 15° 23' 30" lat. en terr. desigual y clima templado, distante unas 3 leg. al E.N.E. de la matriz, en cuyo art. damos su pobl., producciones y trib..."
Manuel Buzeta y Felipe Bravo.

En 1851 Mapisong accede a la condición de municipio, siendo Papaya uno de sus barrios.
El 1 de enero de 1921 Papaya se convirtió en municipio independiente gracias a la labor de su Capitán Mamerto Padolina.
En 1957, a propuesta del congresista Juan Celestino, Papaya cambia su denominación oficial en recuerdo del general revolucionario filipino Manuel Tinio.

### Papaya

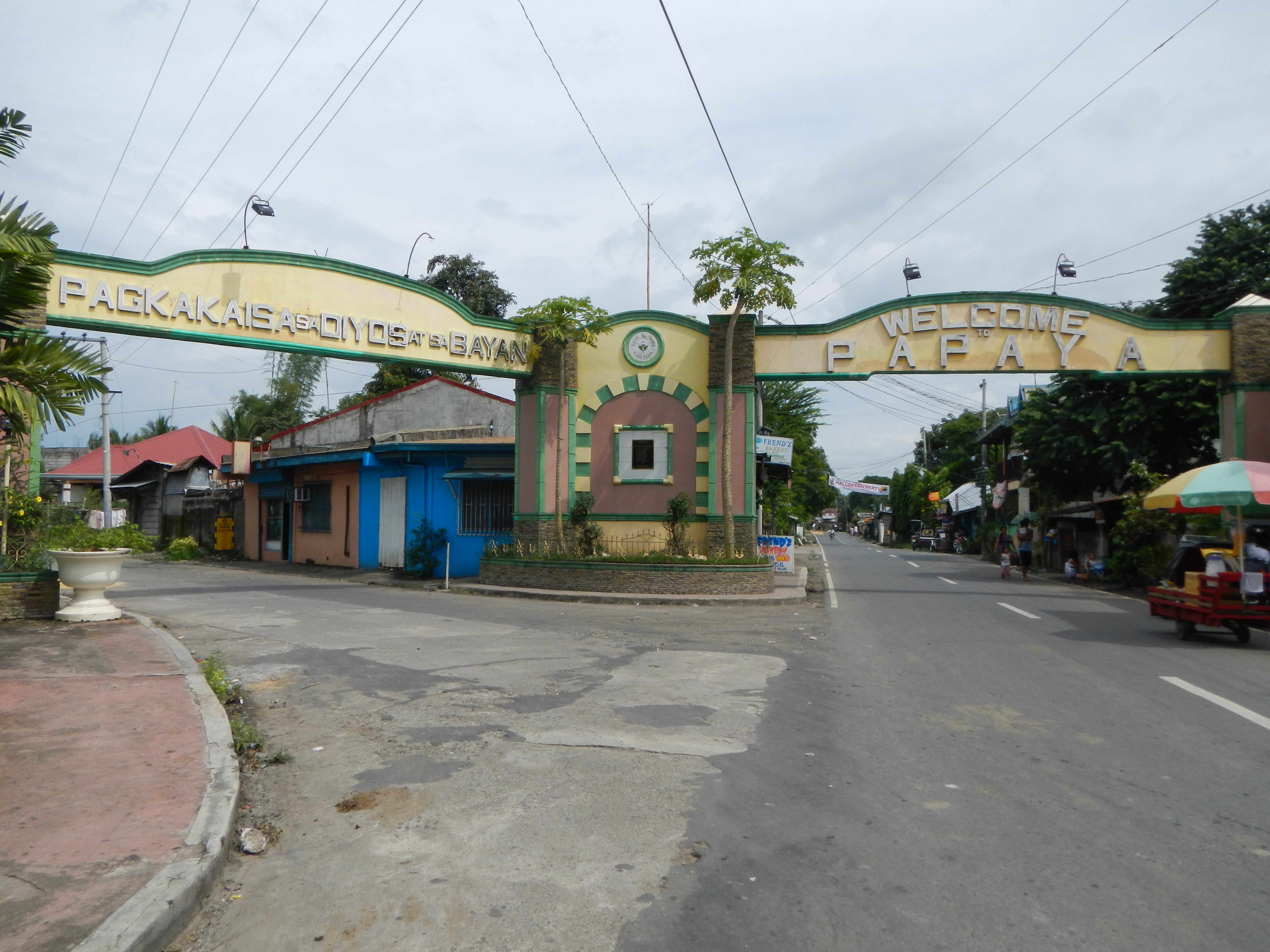
The New Municipal Arc

Recientemente, el consejo municipal aprobó una resolución para cambiar el nombre de la ciudad de nuevo a su nombre original, Papaya. Así consta en la inscripción que figura en la puerta de acceso al barrio de Padolina.